# Hugo Nicolás Barbaro

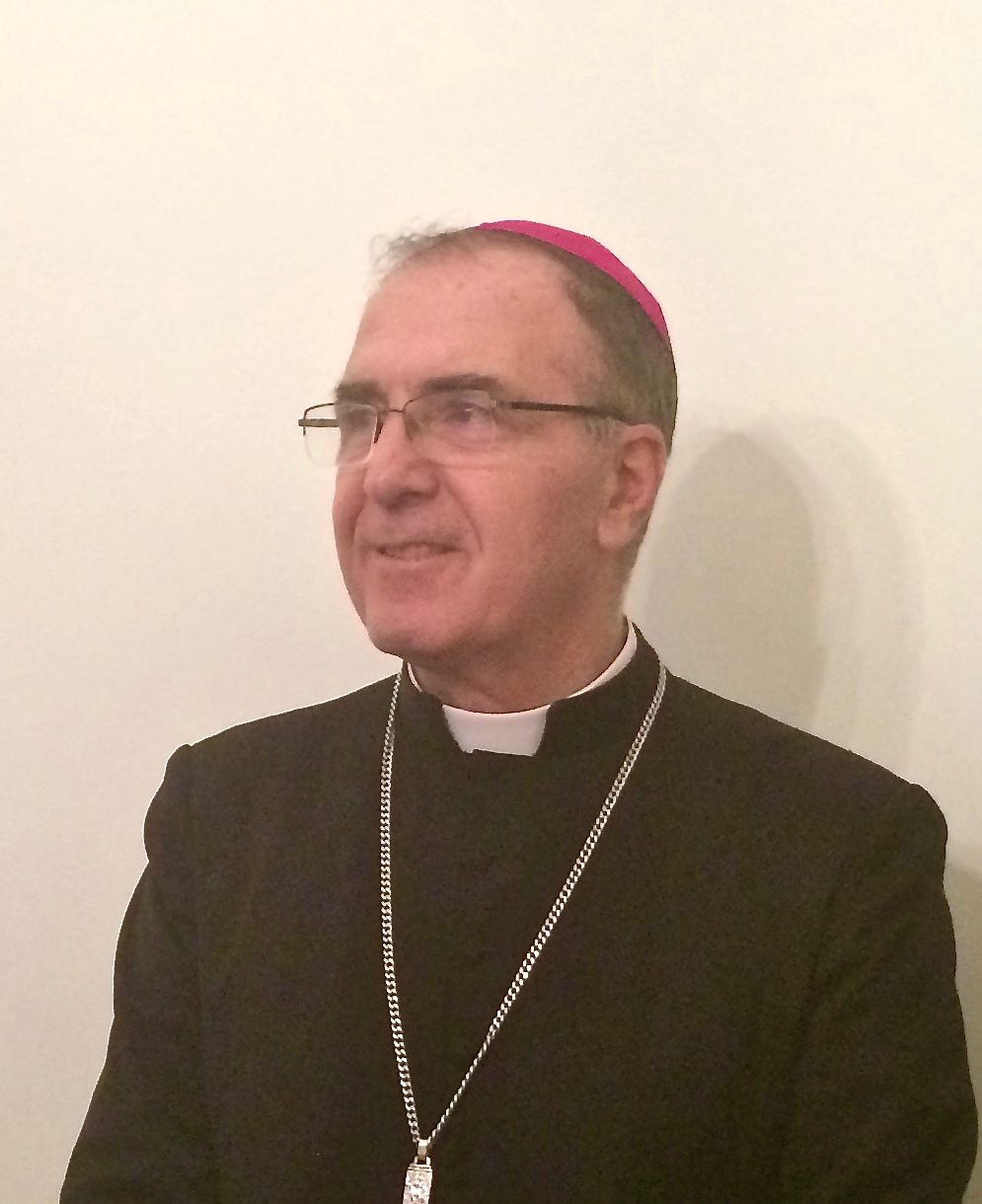
Bischof Hugo Nicolás Barbaro

Wappen von Hugo Nicolas Barbaro

Hugo Nicolás Barbaro (* 12. Dezember 1950 in Partido Vicente López) ist ein argentinischer Priester und Bischof von San Roque de Presidencia Roque Sáenz Peña.

## Leben
Hugo Nicolás Barbaro trat der Personalprälatur Opus Dei bei und empfing am 15. August 1980 die Priesterweihe.
Papst Benedikt XVI. ernannte ihn am 22. April 2008 zum Bischof von San Roque de Presidencia Roque Sáenz Peña. Die Bischofsweihe spendete ihm der Erzbischof von Buenos Aires, Jorge Mario Kardinal Bergoglio SJ, am 4. Juli desselben Jahres; Mitkonsekratoren waren José Lorenzo Sartori, Altbischof von San Roque de Presidencia Roque Sáenz Peña, und Francisco Polti Santillán, Bischof von Santiago del Estero. Die Amtseinführung in der Diözese fand am 26. Juli desselben Jahres statt.